# Przerzeczyn-Zdrój (gromada)
Przerzeczyn-Zdrój (alt. Przerzeczyn Zdrój) – dawna gromada, czyli najmniejsza jednostka podziału terytorialnego Polskiej Rzeczypospolitej Ludowej w latach 1954–1972.
Gromady, z gromadzkimi radami narodowymi (GRN) jako organami władzy najniższego stopnia na wsi, funkcjonowały od reformy reorganizującej administrację wiejską przeprowadzonej jesienią 1954 do momentu ich zniesienia z dniem 1 stycznia 1973, tym samym wypierając organizację gminną w latach 1954–1972.
Gromadę Przerzeczyn-Zdrój z siedzibą GRN w Przerzeczynie-Zdroju utworzono – jako jedną z 8759 gromad na obszarze Polski – w powiecie dzierżoniowskim w woj. wrocławskim, na mocy uchwały nr 12/54 WRN we Wrocławiu z dnia 2 października 1954. W skład jednostki weszły obszary dotychczasowych gromad Przerzeczyn-Zdrój, Ligota Mała, Nowa Wieś Niemczańska, Podlesie i Ruszkowice ze zniesionej gminy Piława Górna w tymże powiecie. Dla gromady ustalono 11 członków gromadzkiej rady narodowej.
1 stycznia 1960 gromadę zniesiono, a jej obszar włączono do nowo utworzonej gromady Niemcza w tymże powiecie.